# Podjezioro
Podjezioro [pronunciación en polaco: /pɔdjɛˈʑɔrɔ/] es un pueblo ubicado en el distrito administrativo de Gmina Kamieńsk, dentro del condado de Radomsko, Voivodato de Łódź, en el centro de Polonia. Se encuentra a unos 7 kilómetros al noroeste de Kamiensk, a 21 kilómetros al norte de Radomsko, y a 60 kilómetros al sur de la capital regional Łódź.